# Mehdi Zeffane
Mehdi Zeffane (født 19. maj 1992 i Sainte-Foy-lès-Lyon, Frankrig) er en fransk/algiersk fodboldspiller der spiller som forsvarsspiller for den franske klub Rennes. Han har tidligere spillet for Olympique Lyon. Han meddelte i sin Instagram-historie den 16 juni 2021, at han giftede sig.[kilde mangler]

## Klubkarriere

### Olympique Lyon
Zeffane fik debut for klubbens B hold den 21. august 2010 i 1-0 nederlaget imod RCO Agde, hvor Zeffane spillede alle 90' minutter. Hans første mål for B holdet faldt den 31. august 2011, hvor han scorede i 54' minut imod FC Villefranche. Kampen endte 6-0 til Zeffane og co.
Den 6. december 2012 fik Zeffane sin debut for Lyons førstehold i en Europa League pulje kamp imod israelske Hapoel Ironi Kiryat Shmona. Zeffane spillede alle 90 minutter, og assisterede Yassine Benzias 2-0 scoring i 58' minut.

## Landshold
Zeffane har (pr. marts 2018) spillet 14 kampe på det algierske landshold.